# 高野 (守谷市)

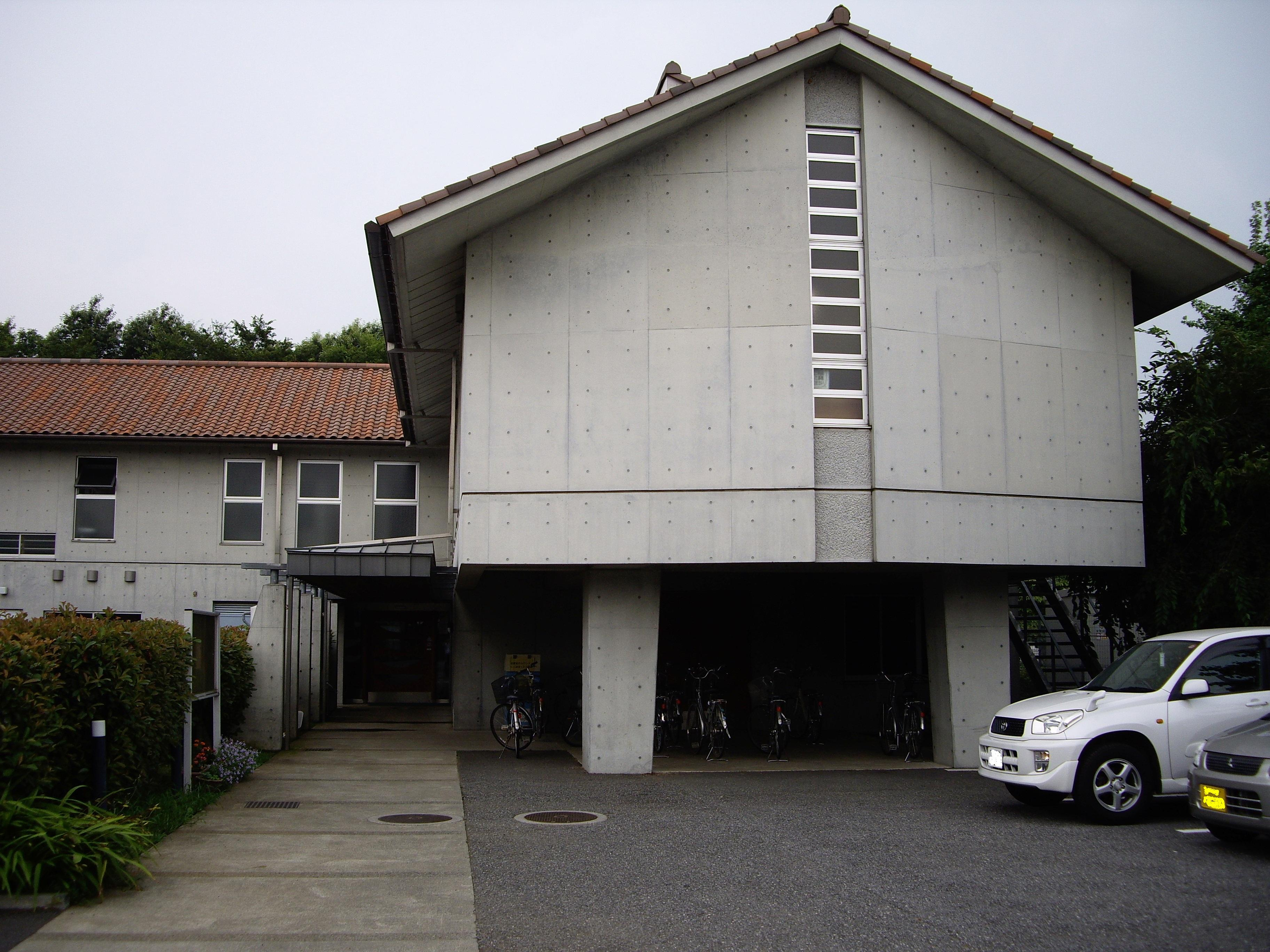
高野公民館

高野（こうや/Kouya）は、茨城県守谷市の地名。旧北相馬郡高野村。郵便番号は302-0125。
　

## 地理
守谷市南部に位置する。地域の南部に利根川、地域の北部に常総ふれあい道路が通り、高野公民館がある。かつて高野地区北部であったところは常総ニュータウン南守谷に、東部の一部は三井不動産によって開発された住宅地、美園（ヒルズ美園）となり高野から分離したが、今なお広い面積を保っている。
東は美園・乙子・けやき台・取手市戸頭、西は大柏、南は柏市大青田、北は松ケ丘・鈴塚と接している。

### 河川
- 利根川
- 羽中川

## 歴史

### 地名の由来
天慶元年に平将門は当地に興世王の分城を築き今城村とした。そして平将門が紀州高野山金剛峰寺にまねてここに海禅寺を創建したことから、慶長年間に高野村と改めた。

### 沿革
- 938年（天慶元年） - 平将門が興世王の分城を築き、下総国相馬郡今城村となる。
- 1596年〜1615年（慶長?年） - かつて平将門が紀州高野山金剛峰寺にまねてここに海禅寺を創建したことから、相馬郡高野村に村名変更。
- 1869年（明治2年） - 葛飾県相馬郡高野村となる。
- 1871年（明治4年） - 廃藩置県により印旛県相馬郡高野村となる。
- 1873年（明治6年） - 県の統合により千葉県相馬郡高野村となる。
- 1875年（明治8年） - 境界変更により千葉県から茨城県に移管。茨城県相馬郡高野村となる。
- 1878年（明治11年） - 相馬郡が、南相馬郡と北相馬郡に分離し、北相馬郡高野村となる。
- 1889年（明治22年） - 北相馬郡乙子村、小山村と合併し、北相馬郡高野村大字高野となる。
- 1955年（昭和30年） 3月1日 - 高野村が守谷町、大野村、大井沢村と合併して守谷町となり、北相馬郡守谷町大字高野となる。
- 2002年（平成14年） 2月2日 - 守谷町の市制施行により、守谷市高野となる。同時に守谷字本宿を編入。

### 町名の変遷
| 実施後 | 実施年月日   | 実施前                 |
| ------ | ------------ | ---------------------- |
| 高野   | 2002年2月2日 | 高野の全域、守谷字本宿 |

大字守谷字本宿は、2002年の市制施行と同時に行われた飛地解消による編入である。高野編入の際に、地番が重複することを防ぐために、従来の地番に2000番を加えたものへと変更された。
元は飛地ではなかったが、1988年（昭和63年）5月31日の松ケ丘、けやき台新設の際に取り残され、飛地となった。また、この飛地が発生した1988年まで、大字守谷には飛地が別に2ヶ所あったが、1つは松ケ丘三丁目、もう1つは松ケ丘三丁目とけやき台六丁目に組み込まれている。

## 世帯数と人口
2025年（令和7年）6月1日現在の世帯数と人口は以下の通りである。
| 大字 | 世帯数  | 人口  |
| ---- | ------- | ----- |
| 高野 | 240世帯 | 733人 |

## 交通
守谷市コミュニティバス｢モコバス｣が地域内を走っている。
モコバス
地域内には｢瓜代｣、｢二重堀｣、｢高野小学校前｣、｢旧高野農協前｣、｢向坪｣の5つの停留所がある。
| 系統        | 主要経由地                                     | 行先       | 運行会社 |
| ----------- | ---------------------------------------------- | ---------- | -------- |
| Bルート(右) | 向坪・高野小学校前・瓜代・松ケ丘七丁目         | 守谷市役所 | ■関鉄    |
| Bルート(左) | 瓜代・高野小学校前・向坪・南守谷駅・守谷駅西口 | 守谷市役所 | ■関鉄    |

## 小・中学校の学区
| 番地 | 小学校     | 中学校         |
| ---- | ---------- | -------------- |
| 全域 | 高野小学校 | けやき台中学校 |

## 施設
- 守谷市立高野小学校 - 高野1342番地
- 高野公民館 - 高野935番地
  - 守谷中央図書館高野公民館図書室